# Oscar Bloch
Oscar Bloch ( Le Thillot, 8 de mayo de 1877-París, 15 de abril de 1937) fue un lingüista y lexicógrafo francés.

## Biografía
Nacido de una familia judía de los Vosgos, es hermano de Camille Bloch, historiador, y padre del latinista y etruscólogo Raymond Bloch. 
Agregado de gramática y profesor en el liceo Buffon, trabajó especialmente la lexicografía (1933), la etimología (1935), la dialectología franco-latina. Bloch había nacido en los Vosgos meridionales, zona donde se hablaba un patois que sobrevivió hasta la Segunda Guerra Mundial. Bloch también redactó un léxico francés-patois en 1915.
Fue director de estudios de la École Pratique des Hautes Études de París y conocido especialmente por su Diccionario etimológico de la lengua francesa, obra en la que colaboró Walther von Wartburg. Este diccionario, publicado por primera vez en 1932, ha sido reeditado a numerosas ocasiones. Igualmente, destacó por sus investigaciones sobre el lenguaje de los jóvenes y niños.

## Obra
- Dictionnaire étymologique de la langue française, Col. Quadrige Dicos Poche, Presses Universitaires de France PUF : 2008, ISBN 2-13056621-9
- Grammaire de l'ancien français, O. R. Reisland, 1900.
- Lexique français-patois des Vosges méridionales, París, Édouard Champion, 1915.